# Neumeister-koralen
De Neumeister-koralen is een in 1985 herontdekte serie van koraalvoorspelen. De serie dankt zijn naam aan de samensteller ervan: Johann Gottfried Neumeister (1757-1840). Het handschrift belandde bij Christian Heinrich Rinck (1770-1846). Zijn bibliotheek werd later (1852) opgekocht door Lowell Mason. Na de dood van Mason in 1873 werd zijn verzameling aangekocht door de Yale-universiteit, alwaar ook de koralen in archief lagen totdat ze in 1985 door Hans-Joachim Schulze en Christoph Wolff werden herontdekt.
De Neumeister-koralen omvatten 82 orgelkoralen (waarvan er 38 worden toegeschreven aan Johann Sebastian Bach). BWV's 1090–1120 alsmede BWV's 714, 719, 737, 742 en 957 worden verondersteld tot Bachs vroegste werken te behoren. Ze behelzen een scala aan gevarieerde technieken.  Door deze veelzijdigheid wordt men getuige van de oorspronkelijke ontwikkelingen van Bach als componist, waarbij Bach deels teruggrijpt op reeds bestaande modellen (zoals in werken van Johann Pachelbel, Johann Michael Bach en Johann Christoph Bach) en deels originele vindingen en experimenten laat zien.
2 koraalpreludes heeft Bach later ook in zijn Orgelbüchlein opgenomen: BWV 601 en 639.

## Media
- Luistervoorbeeld: O Lamm Gottes unschuldig, BWV 1095, uitgevoerd door Ulrich Metzner (ogg)